# 宁夏葡萄酒与防沙治沙职业技术学院
宁夏葡萄酒与防沙治沙职业技术学院是中华人民共和国的一所全日制专科公办省属普通高等职业学校，位于宁夏回族自治区银川市永宁县。
1986年，宁夏林业学校成立。2006年，更名为宁夏生态工程学校。2011年，升格为宁夏防沙治沙职业技术学院。2015年6月，更名为宁夏葡萄酒与防沙治沙职业技术学院。